# Niphona nigrohumeralis
Niphona nigrohumeralis là một loài bọ cánh cứng trong họ Cerambycidae.